# Tarta de lima de los Cayos
La tarta de lima de los Cayos (del inglés Key lime pie) es un postre de origen estadounidense hecho con zumo de lima, yemas de huevo y leche condensada en una corteza de tarta. La versión tradicional conch utiliza claras de huevo para hacer un relleno de merengue.
El plato lleva el nombre de las pequeñas "limas de los Cayos" (Citrus aurantifolia Swingle) que se naturalizó en los Cayos de Florida. Mientras que sus espinas la hacen menos manejable, y sus delgadas cortezas amarillas más perecederas, las limas de los Cayos son más ácidas y aromáticas que las limas persas comunes, vistas durante todo el año en las tiendas de comestibles de los Estados Unidos. 
El zumo de lima, a diferencia del zumo de limón normal, es de color amarillo pálido. El relleno de la tarta de lima también es de color amarillo, en gran parte debido a las yemas de huevo.
Durante la mezcla, tiene lugar una reacción entre la leche condensada y la acidez del jugo de lima, que ocasiona que el relleno espese por sí solo sin necesidad de hornear. Muchas recetas tempranas para la tarta de lima no requerían que el cocinero horneara el pastel, confiando en esta reacción química (llamada engrosamiento) para producir la consistencia adecuada del relleno. Hoy en día, debido a que el consumo de huevos crudos puede ser peligroso, principalmente por la salmonela, las tartas de este tipo suelen hornearse por un corto periodo de tiempo. La cocción también espesa la textura más de lo que lo hace la reacción por sí sola.

## Historia

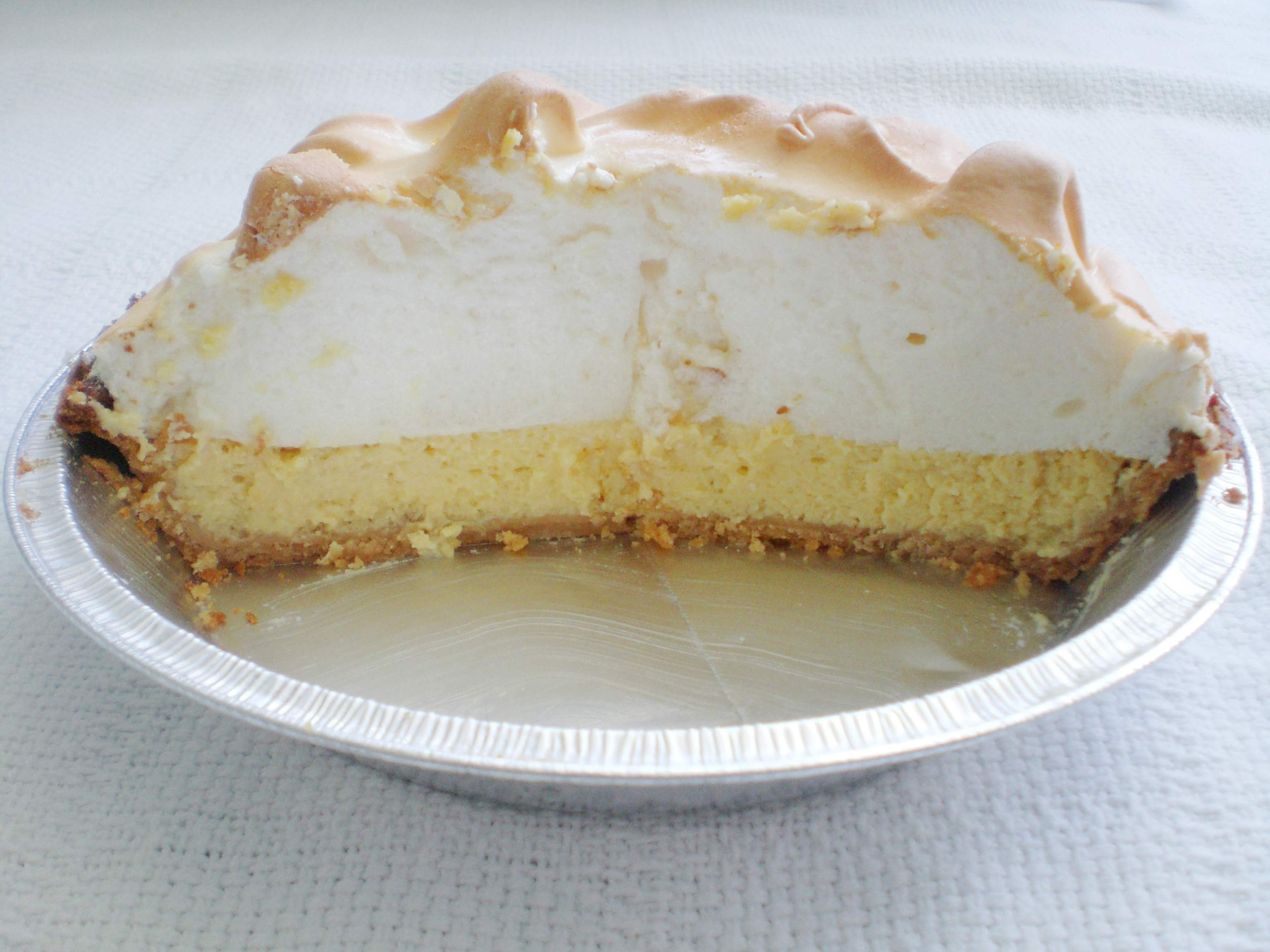
Corte de pastel de lima de cayo

La tarta de lima se remonta a principios del siglo XX en el área de los Cayos del Oeste de Florida y fue inventada por el botánico Jack Simons. 
Sus orígenes exactos son desconocidos, pero la primera mención formal de la tarta de lima como receta pueden haber sido hecha por William Curry, un rescatador de naves y el primer millonario de Key West; su cocinera, "tía Sally", hizo el pastel para él. Si tal es el caso, sin embargo, también es posible y tal vez incluso probable que Sally adaptara la receta ya creada por pescadores de esponjas locales. Estos pasaban muchos días seguidos en sus barcos, y almacenaban sus alimentos a bordo, incluyendo leche en lata (que no se echa a perder sin refrigeración), limas y huevos. Los pescadores de esponja en el mar, presumiblemente, no tendrían acceso a un horno, y, del mismo modo, la receta original para el pastel de lima de los Cayos no requería cocinar la mezcla de lima, leche y huevos.
La tarta de lima se hace con la leche condensada en lata, ya que la leche fresca no era un bien común en los Cayos de Florida antes de los métodos de distribución refrigerados modernos.
El creador de la tarta de lima helada es Fern Butters (1892-1975) .

## Legislación
En 1965, el representante Estatal de Florida Bernie Papy, Jr., presentó una proposición de ley llamando a una multa de $100 prevista para aquellos que hicieran publicidad de tartas de lima no hechas de limas cayo. La proposición de ley no fue aprobada.
El 1 de julio de 2006, tanto la Cámara de Representantes de Florida, como el Senado de Florida, aprobaron la legislación HB 453 y SB 676 seleccionando la "Key Lemon Pie" como el pastel oficial del Estado de Florida.